# Jerzy Kosobucki
Jerzy Kosobucki (ur. 15 lutego 1970 w Mołodecznie) – białoruski duchowny rzymskokatolicki polskiego pochodzenia, biskup pomocniczy mińsko-mohylewski od 2014.

## Życiorys
Uczęszczał do Białoruskiego Państwowego Uniwersytetu Ekonomicznego. W 1991 roku wstąpił do Wyższego Seminarium Duchownego w Grodnie. Święcenia kapłańskie otrzymał 7 grudnia 1996.  
Pracował duszpastersko w parafii Wniebowzięcia Najświętszej Maryi Panny i św. Stanisława w Mohylewie oraz Podwyższenia Krzyża św. w Wilejce. W latach 1999–2001 odbył studia uzupełniające na Katolickim Uniwersytecie Lubelskim i uzyskał kościelny licencjat z teologii fundamentalnej. W latach 2001–2004 był prefektem w Wyższym Seminarium Duchownym w Pińsku, gdzie był też wykładowcą. W latach 2004–2005 kierował sekretariatem białoruskiego episkopatu. Od 2005 roku jest kanclerzem kurii metropolitalnej mińsko-mohylewskiej. 
29 listopada 2013 papież Franciszek mianował go biskupem pomocniczym archidiecezji mińsko-mohylewskiej oraz biskupem tytularnym Scilium. Sakry biskupiej udzielił mu 25 stycznia 2014 arcybiskup Tadeusz Kondrusiewicz.